# Trávník

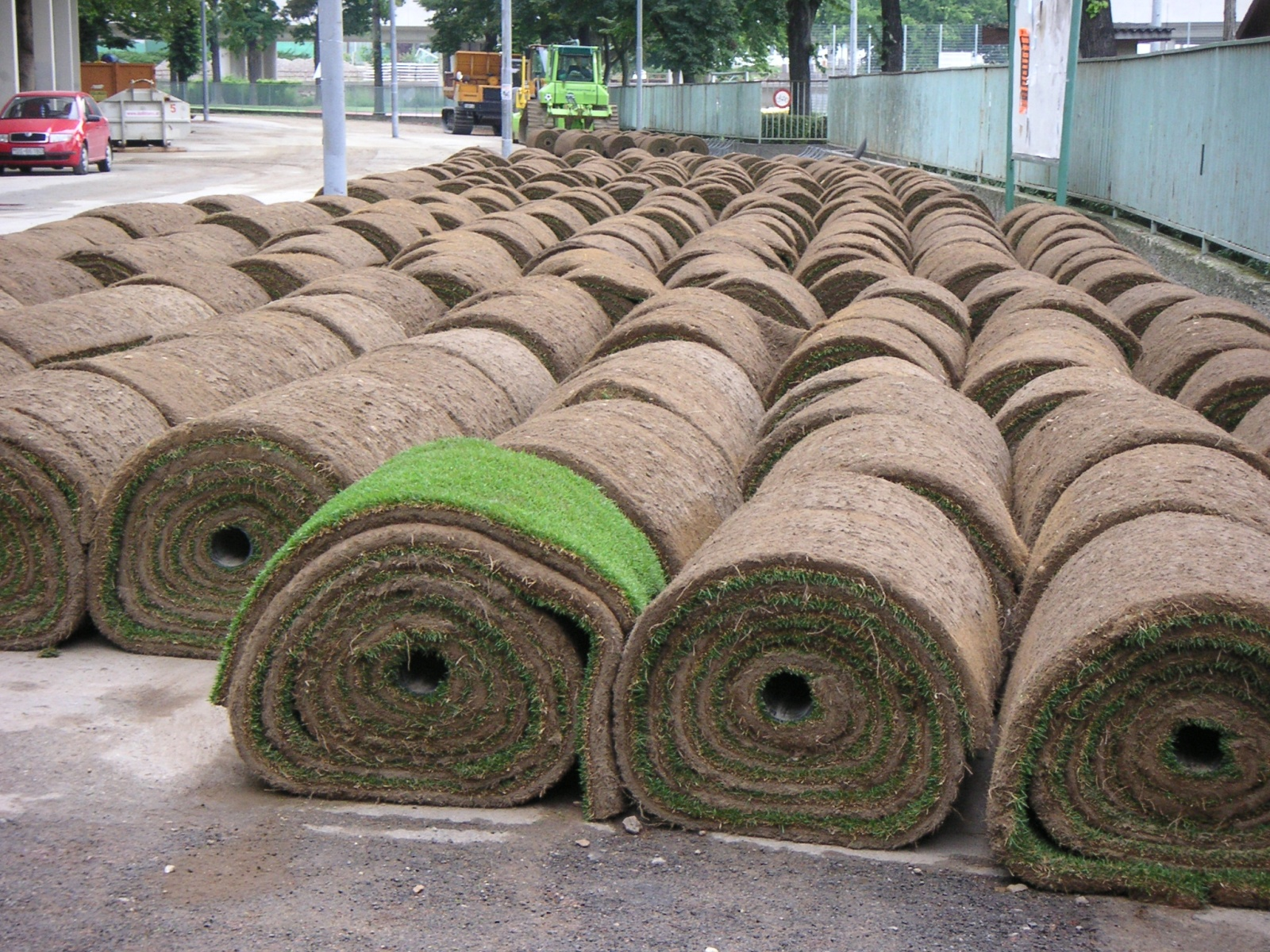
Trávník v rolích

Trávník je udržovaná travnatá plocha parkového typu. Od louky se zpravidla liší účelem, způsobem údržby, způsobem založení i skladbou rostlin. Trávník se obvykle zakládá zasetím specifické směsi travních semen, výjimečně i položením předpěstovaných plátů v podobě jakéhosi koberce. Trávník se často používá jako hlavní součást dolní vrstvy veřejné zeleně, a to v parcích, podél chodníků, kolem budov, na náměstích či v dělicích pásech ulic nebo silnic. Za vzor udržovaného trávníku bývá pokládán anglický trávník, tedy dlouhodobě pěstovaný a pravidelně sekaný trávník po vzoru anglických parků. Pečlivě udržovaný trávník bývá prestižní záležitostí zejména u soukromých parků a zahrad. Udržovaný trávník tvoří i povrch klasických fotbalových hřišť. Pro údržbu trávníku se zpravidla používají nejrůznější typy sekaček na trávu.
Trávník je také prvek zahradní architektury používaný v sadovnické tvorbě.

## Trávník v sadovnické kompozici
Trávníky jsou důležitou součástí působení sadovnických úprav a u nově založených úprav jsou činitelem rozhodujícím. Keře a hlavně stromy se uplatňují až později. Po vodních plochách jsou trávníky nejsvětlejším prvkem v sadovnické kompozici.
Pod travním drnem je půda v drobtovité struktuře, proto může voda při deštích dobře prosakovat do spodiny, nestéká a na trávníku obvykle nebývají kaluže. Travní plochy se nemusejí kanalizovat, pouze odvodnit zamokřené části.

## Rozdělení trávníků
Může být velký rozdíl mezi obsahem druhů směsí prodávaných pro výsevy trávníků. Ten je dán především použitím trávníku a jeho zatížením a údržbou. Například směs pro rychlé ozelenění, obsahuje převahu jílku mnohokvětého (Lolium multiflorum) se určitě hodí pro rychlé ozelenění, ale bude třeba a byl pravidelně kosený (bujně roste) a trávník navíc nebude vytrvalý (vydrží asi tři roky).
Z hlediska použití travních směsí proto existuje několik dělení. Podle staršího dělení, založeného na estetickém uplatnění a podle způsobu založení a údržby jsou rozeznávány trávníky nízké (kobercové), střední (parkové) a vysoké (parkové louky). Novější třídění bývá většinou podrobnější. Americké třídění rozeznává trávníky obytných zahrádek a rodinných domů, sportovních ploch, svahových ploch a speciálního využití (golfové hřiště, fotbalové hřiště, štěrkové plochy, parkoviště motorových vozidel, koňských dostihových drah, letištních ploch aj.) U nás se rozdělují trávníky např. na komunikační, meliorační, parkové a zahradní hřišťové, rekreační, pietní, přírodních rezervací a ostatní technické.

### Nízké trávníky
Nízké trávníky jsou udržovány kosením ve výši asi 5 cm. Také se nazývají trávníky kobercové nebo travní pažity. Doplňují obvykle ornamentální květinové koberce v parcích a historických zahradách a také se nejčastěji každoročně nebo nejpozději za 3 roky obnovují. Jsou tedy trávníky krátkodobými. K jejich výsevu je používán čistý jílek anglický (vytrvalý), který se z normálního porostu druhým nebo třetím rokem ztrácí. V sušších podmínkách lze také přidávat kostřavu červenou. Levnější variantou pro tento trávník, avšak pouze pro jedno léto, je výsev lipnice jarní. Příprava půdy je stejná jako u ornamentální květinové výsadby. Výsev a zapravení osiva se provádí stejně jako u středně vysokých trávníků. Nízké trávníky bývají nejkrásnější po prvním pokosení, později řídnou.

### Středně vysoké trávníky
Středně vysoké trávníky jsou v sadovnické praxi nejčastější. Nazývají se také sadové trávníky nebo parkové trávníky. Udržují se kosením trávy na výšku do 10 cm. Středně vysoké trávníky jsou větší travní plochy v zahradách nebo parcích, v ulicích a na náměstích, hlavně před budovami, okolo cest a všude tam, kde jsou trávníky pozorovány zblízka.
Středně vysoké trávníky jsou vytrvalými porosty na stanovišti, a je vyžadováno, aby byly po celou dobu stejně pěkné. Náklady na jejich založení jsou značné, protože založení musí být věnována všestranná péče, hlavně přípravě půdy, vyrovnání terénu a kvalitě výsevu.

## Údržba

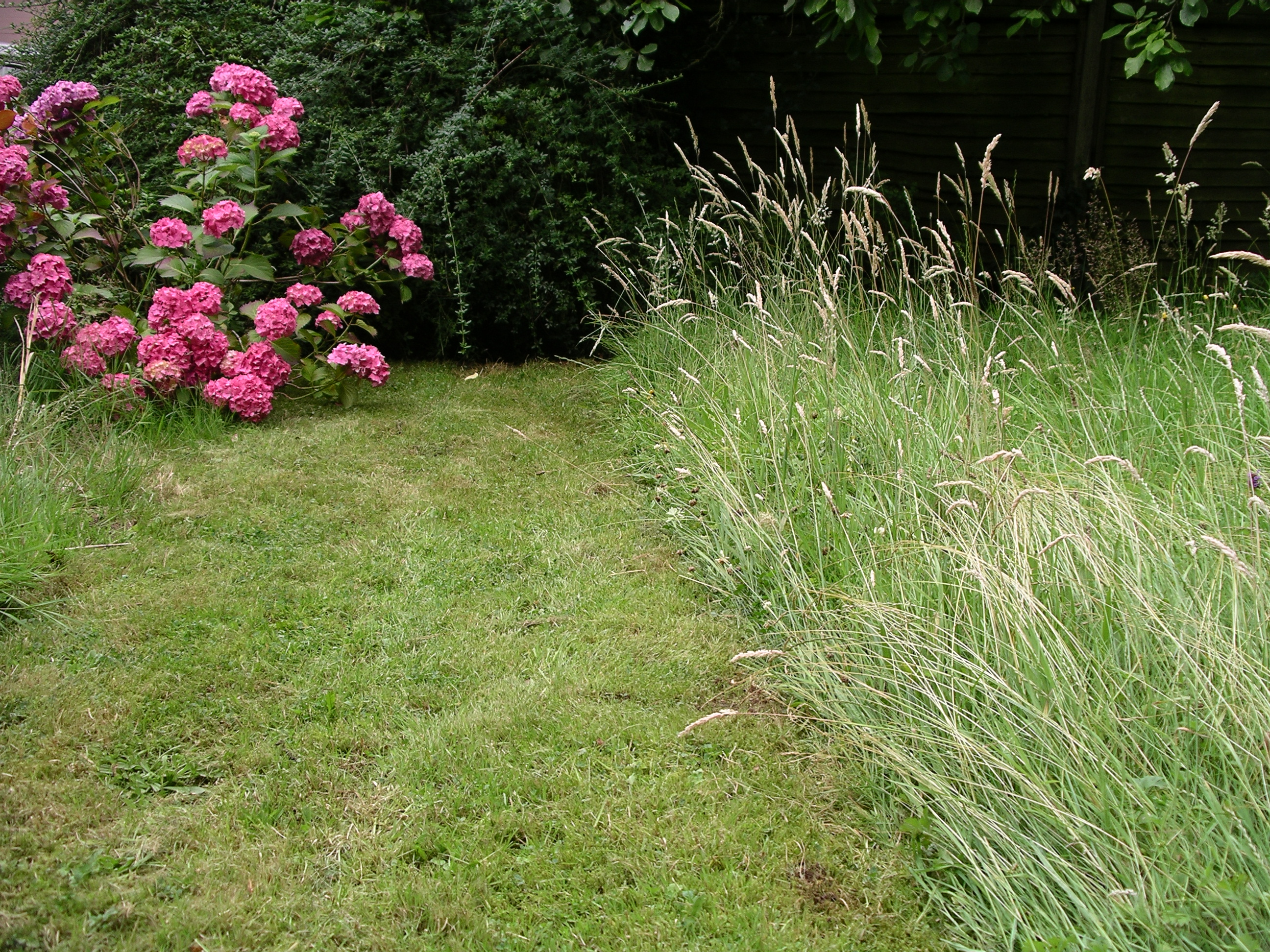
Údržba trávníku

### Hnojení trávníků
Aby byl zachován vzhled, růst a zdravotní stav porostu, jeho dobré složení a hustota drnu je nezbytnou součástí údržby hnojení. Čím častěji trávník sekáme, tím více je třeba dbát o dostatek živin v půdě. Trávníky mají být hnojeny především minerálními hnojivy a to s ohledem na použitelnost bezplevelnost trávníku při použití takových hnojiv. V jarním období lze doporučit hnojení kombinovaným hnojivem (NPK, Cererit apod.) v dávce 200 až 400 kg na 1 ha, na podporu růstu je vhodné doplnit dusík ledkem. Koncem srpna je doporučeno opět přihnojovat komplexními hnojivy.
Během vegetačního klidu a jednou za 3-5 let je doporučeno hnojit kompostem, dávkou 30-100 m3 na 1 ha. Důvodem je především doplnění mikroprvků a organických látek, které jsou nezbytnou součástí výživy rostlin. Při poklesu pH pod 5, čemuž lze předejít, je třeba pH upravit vhodným hnojivem.
Z hnojiv se doporučují velmi rozdílné dávky, proto je ideální doplnit stav živin na základě rozboru půdy. Trávník však většinou potřebuje pravidelný přísun dusíku a draslíku, protože pokosem je odstraňováno velké množství zelené hmoty a půda se tím ochuzuje zejména o tyto živiny.

## Nevýhody
Trávník je v podstatě kulturní poušť, podobně jako například asfaltové parkoviště. Nesmí zde žít a nežijí žádné jiné organismy, než druhy, které člověk pěstuje, tedy několik málo vyšlechtěných jednoděložných rostlin, podobně jako je tomu u obilovin. Snaha o zastavení přirozeného vývoje porostu na stanovišti vyžaduje technické i chemické zásahy. Pečlivost úsilí o dokonalý vzhled trávníku, jako stejnoměrně a co nejníže zastřiženého, pravidelného, jednolitého porostu může mít i charakter obsese.
Rozšíření udržovaných trávníků má vliv na mizení některých druhů původních rostlin, a to i těch, vnímaných dříve jako obtížné plevele. Ekologické negativa trávníku převažují nad pozitivy a proto je lepší louka.
Trávníky je třeba zavlažovat, hnojit a udržovat pesticidy. Tedy vážným a neodmyslitelným rizikem jsou rezidua agrochemikálií v půdě a ve spodní vodě, splavování pesticidů, ale zejména splavování zbytků hnojiv. Zálivka na území se srážkovým deficitem je rovněž vážným problémem. Se zálivkou na takovém území je spojeno nejen zasolování půdy ale i využití vody na zálivku trávníků, vody která by jinak měla být využita hospodárněji. Kvalitní trávník ovšem bez pravidelné zálivky trpí, měníce své vlastnosti a bez kvalitního trávníku nelze například hrát golf, tenis, či fotbal. S používáním pesticidů na trávníky, zejména fungicidů, se projevuje zvyšující se rezistence některých rozšířených patogenů, které napadají například i obiloviny. Chemická údržba trávníků může napomoci i vyšlechtění nové odolné choroby obilovin. Některé přípravky používané na ochranu obilovin jsou na údržbu trávníků nepovolené (ale doporučované), například některé účinné přípravky proti plísni sněžné.
Největším problémem pak je celkové rozšíření obliby trávníků, a to zejména celková plocha sterilních trávníků v poměru k velikosti plochy ponechané člověkem k samovolnému rozvoji.

## Travnaté zpevněné plochy
Travnaté zpevněné plochy, ať už jako trávník, nebo tvořené pomocí zatravňovacích dlaždic, bývají vytvářeny v bezprostřední návaznosti na obydlí jako významné estetické a účelové prvky, které významně přispívají k celkové kvalitě venkovního prostředí. Travnatý zpevněný terén může plnit úlohu povrchu cest a pěšin i menších přírodních odpočívadel v okolí bazénů, otevřených ohnišť a všude tam, kde předpokládáme intenzivnější šlapání a kde přitom není vhodné použít dlážděný povrch.
Pro odolnost zpevněné trávníkové plochy proti šlapání má značný význam podkladová (nosná) vrstva, kterou zakládáme v tloušťce 10–15 cm. Její úlohou je vytvořit konstantně pevný a dostatečně únosný podklad i v době maximálního nasycení vodou. Požadavek na minimální nebo raději žádnou biologickou aktivitu, malou propustnost a značnou tuhost této vrstvy je opačná vůči běžným nárokům u ostatních trávníků a omezuje životnost intenzívně zatěžovaného trávníkového drnu.
Povrchovou dešťovou nebo zálivkovou vodu odvádíme z povrchu trávníku kolmými, 3–5 cm širokými štěrbinami vyplněnými pískem nebo drobným štěrkem. Štěrbiny jako drenážní rošt procházejí celou trávníkovou plochou a ústí do filtrační vrstvy, která je současně zásobní vrstvou zadržené vody.
Filtrační vrstva je zakládána v tloušťce 3–8 cm a v suchých oblastech až 10 cm. Její úlohou je zadržet jemné částice půdy. Filtrační vrstva má dostatečnou schopnost jímat a zadržovat vodu, která je později v době sucha k dispozici trávníkovému koberci. Filtrační vrstvu lze připravit smícháním rašeliny a písku v poměru 3 :1.
Drenážní vrstva, o síle 10—15 cm, se zakládá z hrubého štěrku nebo oblázků. Úlohou drenážní vrstvy je odvést přebytečnou vodu mimo profil zpevněné trávníkové plochy do vhodného drenážního systému nebo do vsakovacích jímek. Tam, kde je nebezpečí vzniku přebytku vody vlivem časté srážkové činnosti, postačí vybudovat 3cm filtrační vrstvu. Pod drenážní vrstvu se pokládají drenážní trubky do mělkých rýh , které bezpečně odvádí přebytečnou vodu.
Výsev travního semena ve vhodném druhovém složení je posledním, ale velmi významný úkon při zakládání trávníkové plochy. Vyséváme jen takové druhy travin, které mají dobrou regenerační schopnost a jsou odolné proti sešlapávání. Nejvhodnější je lipnice luční (Poa pratensis), jílek anglický (Lolium perene) a kostřava červená výběžkatá (Festuca rubra genuina). Kromě těchto trav je vhodné přidat do trávníkové směsi psineček výběžkatý (Agrostis stolonifera), psárku luční (Alopecurus pratensis) a jetel plazivý (Trifolium repens).
Travní směs by se měla skládat z jednotlivých druhů v takovém hmotnostním poměru, který umožňuje za daných vegetačních podmínek dobrý počáteční růst a vývoj travního porostu. Později, často bez ohledu na vyseté druhy a jejich vzájemný procentický poměr ve výsevku, se pod vlivem vegetačních podmínek, intenzity šlapání apod.

## Okrasné použití
Trávy jsou primární rostlinou používanou na trávnících, které samy pocházejí z pastvin v Evropě. Poskytují také důležitý prostředek proti erozi (např. Podél silnic), zejména na svažitém pozemku. Travnaté trávníky jsou důležitým pokrytím hracích ploch v mnoha sportech, včetně fotbalu, amerického fotbalu, tenisu, golfu, kriketu, softbalu a baseballu.
Okrasné trávy, jako jsou vytrvalé trsové trávy, se používají v mnoha stylech zahradního designu pro jejich listy, květenství, semena. Často se používají v přírodních terénních úpravách a stabilizaci svahů.

## Sportovní využití
Travní hřiště, kurty a dráhy jsou tradičními hracími plochami pro mnoho sportů, včetně amerického fotbalu, fotbalu, baseballu, kriketu, golfu a ragby. Travní povrchy se také někdy používají pro koňské dostihy a tenis. Typ údržby a druh použité trávy mohou být pro některé sporty důležitými faktory, pro jiné ne tak moc důležité. V některých sportovních zařízeních, včetně krytých kopulí a dalších místech, kde by byla údržba travnatého pole obtížná, musela být tráva nahrazena umělým trávníkem, což je náhrada podobnou syntetickou trávou. 

#### Kriket
V kriketu je hřiště pásovitě pečlivě posekané. Ve dnech před zápasem se opakovaně seká a válcuje, aby se vytvořil velmi tvrdý, rovný povrch, aby se míč odrazil.

### Golf

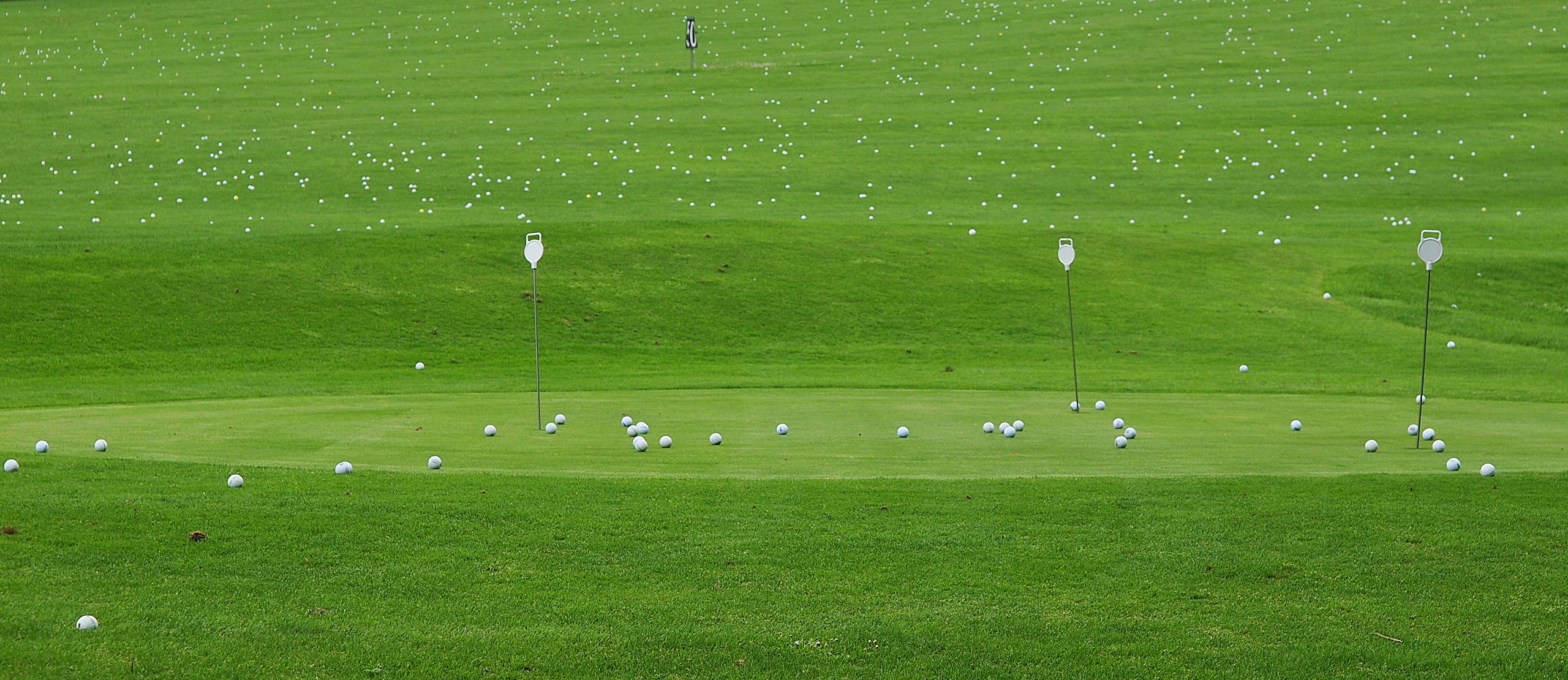
Trávník na golfovém hřišti

Tráva na golfových hřištích je udržována ve třech odlišných podmínkách: rough, fairway a green. Tráva na fairway je sekána krátce a rovnoměrně, což umožňuje hráči čistě zasáhnout míč. Hra z rough je nevýhodou, protože dlouhá tráva může ovlivnit let míče. Tráva na greenu je nejkratší a nejrovnoměrnější, v ideálním případě umožňuje míči plynulý pohyb po povrchu. Celý průmysl se točí kolem vývoje a marketingu travních odrůd pro golfová hřiště.

### Tenis

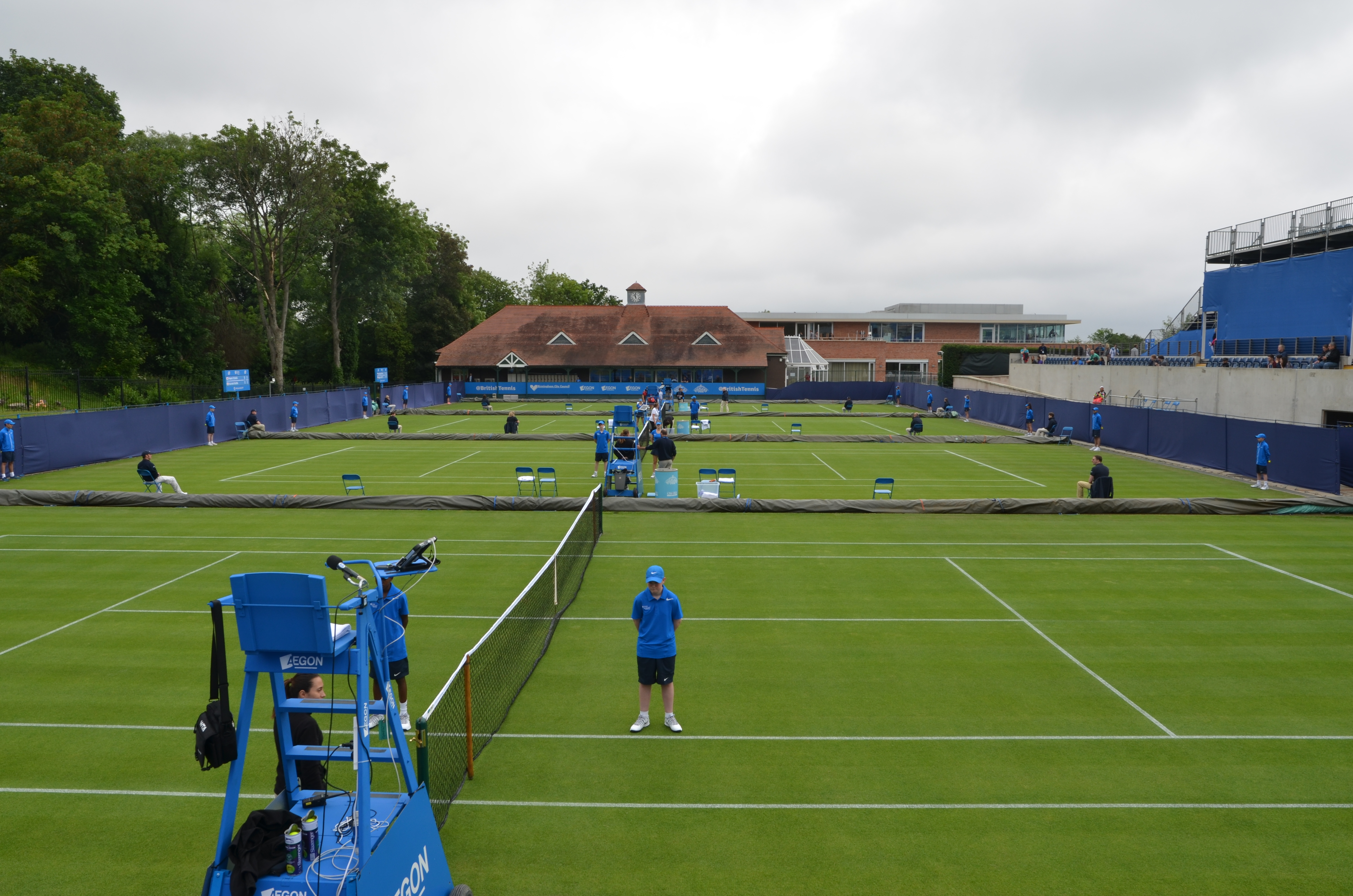
Trávník na tenisovém hřišti

V tenisu se tráva pěstuje na velmi tvrdé půdě a odraz tenisového míčku se může lišit v závislosti na zdraví trávy, jak nedávno byla sekána, a na opotřebení z nedávné hry. Povrch je měkčí než tvrdé kurty a antuky (jiné tenisové povrchy), takže se míč odrazí méně a hráči se musí k míči dostat rychleji, což povede k odlišnému stylu hry, který může některým hráčům vyhovovat více než ostatním. Mezi nejprestižnější kurty pro travní tenis je Centre Court ve Wimbledonu v Londýně, který hostí finále každoročního Wimbledonského mistrovství v Anglii, jednoho ze čtyř grandslamových turnajů.